# 狐狸先生幾多點
狐狸先生幾多點（意為「狐狸先生，幾點鐘？」），又名狐狸先生，是一個廣泛流傳在香港，小朋友們常玩、喜歡玩的一個小遊戲。
在中国内地也有类似的游戏，称作“老狼老狼几点啦”，其玩法与流行于香港的狐狸先生几多点相同

## 規則
1. 找一名參與者作狐狸先生，並站在對面。（如該參與者為女性，她被作「狐狸小姐」）
2. 其他參與者站成橫排，問「狐狸先生幾多點？」狐狸先生可說一至十二點。
3. 當中一至十一點，其他參與者要跟從指示，走一至十一步（步距可以不一樣）。
4. 走到盡頭時須碰牆或線一下才可回頭繼續未完的步數。
5. 而十二點，「狐狸先生」便會跑出來抓別的參與者。
6. 當「狐狸先生」跑出來抓參與者時，其他參與者便要倒頭跑回起點(安全線)，以免被「狐狸先生」抓到。
7. 當返回安全線，那參與者便免死，最先被狐狸先生抓到的參與者，便輸了，由他代替作狐狸先生。
8. 若狐狸先生抓不到參與者，則繼續由那位狐狸先生重新開始遊戲。
9. 若參與者碰了牆或線三次即成為贏家。

## 遊戲目標
遊戲中，人們要想盡量不要被「狐狸先生或小姐」抓到，而「狐狸先生或小姐」就要盡量抓著其他人。

## 普及程度
由於遊戲規則簡易，不須特別準備工具或場地，這個遊戲十分深入民心，也是很多小朋友很喜歡玩的遊戲。此外，還有很多故事書、兒歌以「狐狸先生幾多點」等名稱命名。多個電視廣告也用了此遊戲。